# Epharmottomena leucodonta
Epharmottomena leucodonta là một loài bướm đêm trong họ Noctuidae.